# ادگار گئورگیان
ادگار گئورگیان (ارمنی: Էդգար Գևորգյան؛ زادهٔ ۲۱ مهٔ ۱۹۸۲) وزنه‌بردار اهل ارمنستان است.
وی در بازی‌های المپیک تابستانی ۲۰۰۸ در دسته ۸۵ کیلوگرم مردان به رقابت پرداخت. 

## نتایج مهم
| سال                              | مکان                       | وزن            | یک ضرب (ک‌گ)    | یک ضرب (ک‌گ)    | یک ضرب (ک‌گ)    | یک ضرب (ک‌گ)    | یک ضرب (ک‌گ)    | دوضرب (ک‌گ)     | دوضرب (ک‌گ)     | دوضرب (ک‌گ)     | دوضرب (ک‌گ)     | دوضرب (ک‌گ)     | مجموع          | رتبه           |
| سال                              | مکان                       | وزن            | ۱              | ۲              | ۳              | نتیجه          | رتبه           | ۱              | ۲              | ۳              | نتیجه          | رتبه           | مجموع          | رتبه           |
| بازی‌های المپیک                   | بازی‌های المپیک             | بازی‌های المپیک | بازی‌های المپیک | بازی‌های المپیک | بازی‌های المپیک | بازی‌های المپیک | بازی‌های المپیک | بازی‌های المپیک | بازی‌های المپیک | بازی‌های المپیک | بازی‌های المپیک | بازی‌های المپیک | بازی‌های المپیک | بازی‌های المپیک |
| -------------------------------- | -------------------------- | -------------- | -------------- | -------------- | -------------- | -------------- | -------------- | -------------- | -------------- | -------------- | -------------- | -------------- | -------------- | -------------- |
| ۲۰۰۸                             | پکن، چین                   | ۸۵ ک‌گ          | ۱۷۰            | ۱۷۰            | ۱۷۶            | ۱۷۶            | ۳              | ۱۹۶            | ۱۹۶            | ۱۹۶            | -              | -              | '              |                |
| قهرمانی وزنه‌برداری جهان          |                            |                |                |                |                |                |                |                |                |                |                |                |                |                |
| ۲۰۰۷                             | چیانگ مای، تایلند          | ۹۴ ک‌گ          | ۱۵۶            | ۱۶۲            | ۱۶۷            | ۱۶۷            | ۱۳             | ۱۸۶            | ۱۹۱            | ۱۹۵            | ۱۹۵            | ۲۴             | ۳۶۲            | ۲۰             |
| مسابقات قهرمانی وزنه‌برداری اروپا |                            |                |                |                |                |                |                |                |                |                |                |                |                |                |
| ۲۰۱۱                             | کازان، روسیه               | ۸۵ ک‌گ          | ۱۶۵            | ۱۷۰            | ۱۷۰            | ۱۶۵            | ۳              | ۱۸۵            | ۲۰۱            | ۲۰۱            | ۱۸۵            | ۸              | ۳۵۰            | ۶              |
| ۲۰۰۷                             | لینیانو سابیادورو، ایتالیا | ۹۴ ک‌گ          | ۱۷۰            | ۱۷۰            | ۱۷۶            | ۱۷۶            | ۲              | ۱۹۵            | ۱۹۵            | ۲۰۶            | ۱۹۵            | ۱۰             | ۳۷۱            | ۵              |

## یادداشت
1. ↑  76th World Championships
2. ↑  90th European Championships
3. ↑  87th European Championships